# Progressprogrammet
För andra betydelser, se Progress (olika betydelser).

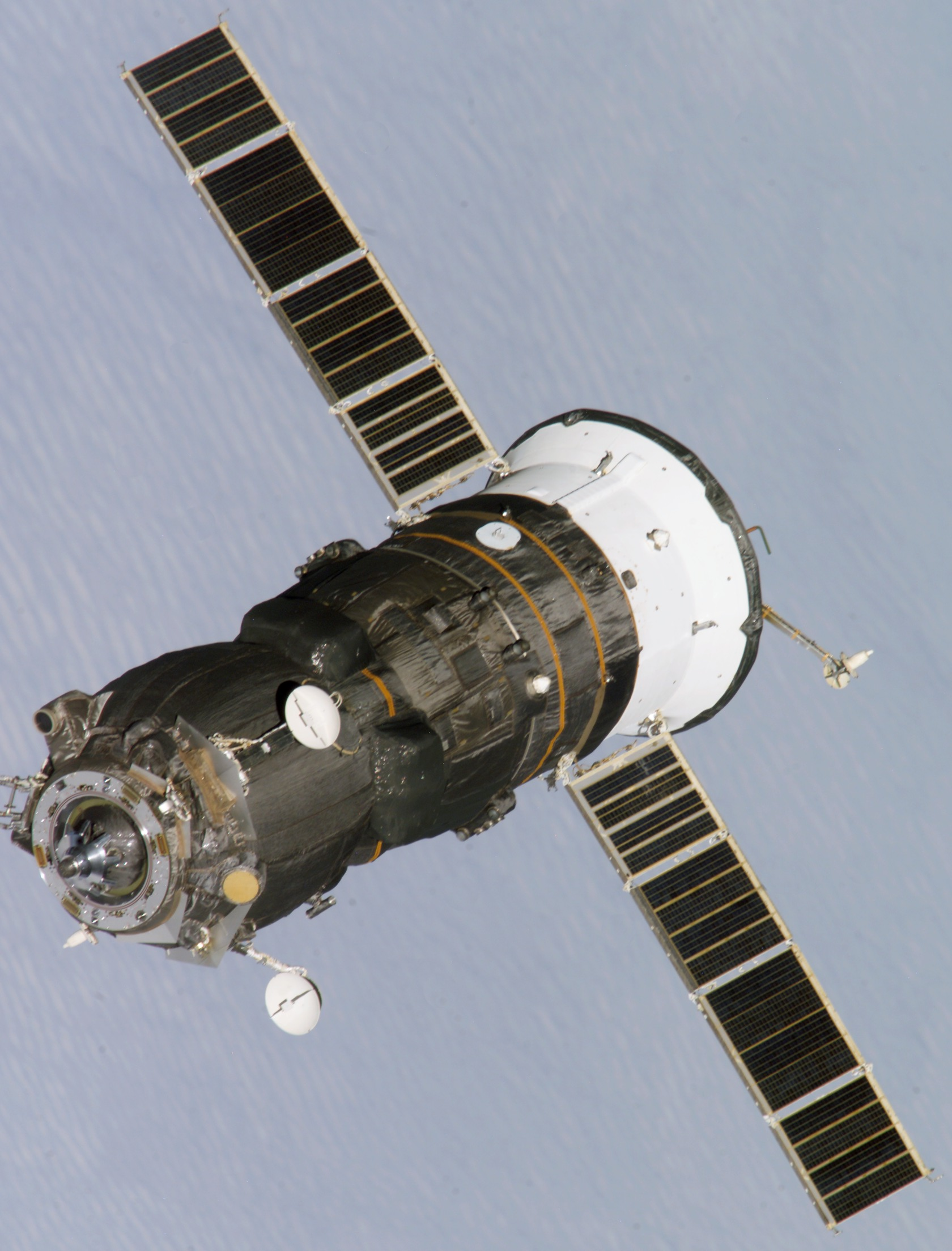
Rymdfarkosten Progress.

Progressprogrammet är ett ryskt, tidigare sovjetiskt rymdprogram med målet att med hjälp av farkosten Progress förse rymdstationer med olika former av förnödenheter.

## Historia
För att kunna genomföra längre flygningar än några få veckor åt gången, på Saljutrymdstationerna behövde Sovjetunionen kunna leverera nya förnödenheter under pågående flygning. Man valde att modifiera sin Sojuzfarkost. Fram till februari 2017 har det gjorts 157 flygningar med Progressfarkosten, endast tre har varit totala misslyckanden.

### Saljut 6
Den första Progressflygningen gick till Saljut 6 i januari 1978. Progress 12 blev den sista Progress att flyga till Saljut 6 i januari 1981. 
Totalt gjordes tolv Progressflygningar till Saljut 6.

### Saljut 7
Progress 13 var den första flygningen till Saljut 7 i maj 1982. Progress 24 blev den sista Progress att flyga till Saljut 7 i juni 1985. 
Totalt gjordes tolv Progressflygningar till Saljut 7.

### Mir
Progress 25 var den första flygningen till Mir. Den sista Progress att docka med stationen användes för att på ett kontrollerat sätt förstöra rymdstationen i jordens atmosfär. 
Totalt gjordes sextiofyra Progressflygningar till Mir. 
Den 30 augusti 1994 kolliderade Progress M-24 med Mir.
Den 25 juni 1997 kolliderade Progress M-34 med Mir. Spektrmodulen punkterades och lämnades trycklös resten av Mirs existens.

### ISS
Progress M1-3 var den första flygningen till ISS. Progress har även använts för att leverera moduler till ISS.
Fram till februari 2017 har det gjorts sextiosex Progressflygningar till ISS. Tre av dem har misslyckats. 
Den 24 augusti 2011 uppnådde Progress M-12M aldrig omloppsbana runt jorden och kraschade några minuter efter uppskjutningen.
Den 28 april 2015 förlorade man kontrollen över Progress M-27M, den brann upp i jordens atmosfär några dagar efter uppskjutningen.
Den 1 december 2016 separerades Progress MS-4 från sin bärraket under uppskjutningen. Båda brann upp i jordens atmosfär.